# Alférez Mayor
Alférez Mayor oder Alférez Real war vom 11. bis zum 14. Jahrhundert der Titel des königlichen Bannerträgers in Kastilien, León und Navarra, der als oberster Militärbefehlshaber des Königreiches fungierte. Das spanische Wort Alférez leitet sich vom Arabischen al-Faris (Fahnenträger) ab. Auch der spanische Nationalheld El Cid († 1099) hatte dieses Amt als oberster Heerführer Kastiliens vor der Thronbesteigung Königs Alfons VI. (1072) zeitweilig inne. 1382 wurde das Amt von König Johann I. durch das des Condestable (Konstabler) ersetzt.
Noch heute ist Alférez ein Dienstgrad in der spanischen Armee; er entspricht dem deutschen Fähnrich oder Unterleutnant.

## Amtsinhaber
- 1074: García Ordóñez, Graf von Nájera, X 1108
- 1076: Fortún Iñíguez, Sohn von Iñigo López Ezquerra, Graf von Biskaya, 1076 Alférez Mayor von Navarra
- 1080–1087: Rodrigo Ordóñez, Bruder von García Ordóñez (Haus Asturien)
- 1089–1091: Pedro González de Lara, Alférez von Kastilien (Haus Lara)
- 1107–1109: Pedro González de Lara, Alférez von Kastilien (2. Mal)
- 1145–1155: Nuño Pérez de Lara, Alférez von Kastilien
- 1157–1158: Lope Díaz, Graf von Haro, Herr von Biskaya, † 1170
- 1183–1187: Diego López el Bueno, Graf von Haro, Herr von Biskaya, † 1214
- 1186–1188: García López, Bruder von Diego López, Alférez Mayor von León
- 1187–1188: Fernando Núñez de Lara, Alférez von Kastilien
- 1188–1189: Diego López el Bueno, Graf von Haro, Herr von Biskaya, † 1214
- Sancho von Kastilien, † Juli/August 1220, Señor de Monteagudo y Aguilar, Alférez Mayor von León, Sohn von König Ferdinand II.;
- 1199–1201: Álvaro Núñez de Lara, Alférez von Kastilien
- 1201–1205: Fernando Núñez de Lara, Alférez von Kastilien (2. Mal)
- 1208–1217: Álvaro Núñez de Lara, Alférez von Kastilien (2. Mal)
- 1217–1236: Lope Díaz de Haro, Sohn von Diego López, Herr von Biskaya, † 1236
- 1220: Gonzalo Núñez de Lara, Alférez von Kastilien
- 1238–1254: Diego López de Haro, Sohn von Lope Díaz, Herr von Biskaya, † 1254
- 1258–1275: Manuel von Kastilien, † Dezember 1283, Sohn von König Ferdinand III.
- 1276–1284: Juan Infant von Kastilien, X 25. Juni 1319 in der Vega de Granada, Sohn von König Alfons X.
- 1286–1288: Diego López de Haro, † 1310, ab 1288 Herr von Biskaya
- 1288–1295: Alfonso Téllez de Meneses, † 1314, Sohn von Alfons Infant von Kastilien († 1272)
- 1296–1309: Diego López de Haro, † 1310, 2. Mal
- 1309–1317: Juan Infant von Kastilien, X 25. Juni 1319 in der Vega de Granada, 2. Mal
- 1317–1326: Juan von Kastilien, genannt „el Tuerto“, † ermordet 2. Dezember 1326, 1319/26 Herr von Biskaya,
- 1333–1336: Juan Alfonso de Alburquerque, Bastard von Portugal, † 1354
- Juan Núñez de Lara, † 28. November 1350, Herr von Lara und Biskaya, Sohn von Fernando de la Cerda
- 1366–1367: Sancho Alfonso, † 19. Februar 1374, Conde de Alburquerque, Sohn von König Alfons XI.
- 1367–1370: Tello Alfonso, † 15. Oktober 1370, Graf von Castañeda, Sohn von König Alfons XI.
- 1370–1371: Sancho Alfonso, † 19. Februar 1374, Graf von Alburquerque, 2. Mal